# وسام العلوم والفنون
وسام العلوم والفنون هو وسام رئاسي مصري، أقيم وفقًا للقانون رقم 528 لعام 1953، الذي عدل بقانون رقم 12 لعام 1972. يُمنح لمن قدموا خدمات ممتازة في مجالات العلوم والفنون والمعارف. للوسام ثلاث طبقات.

## استشهادات
1. ↑  "وسام العلوم والفنون". الرئاسة المصرية. مؤرشف من الأصل في 2020-11-02. اطلع عليه بتاريخ 2020-11-02.